# شيريل فورد
شيريل فورد (بالإنجليزية: Cheryl Ford)‏ مواليد 6 يونيو 1981 في هومر، هي لاعبة كرة سلة أمريكية معتزلة تم اختيارها من قبل فريق ديترويت شوك خلال الدرافت. حققت المركز الثالث في كأس العالم لكرة السلة للسيدات 2006.

## الميداليات
| الميدالية | المسابقة                           |
| --------- | ---------------------------------- |
| برونزية   | كأس العالم لكرة السلة للسيدات 2006 |

## روابط خارجية
- شيريل فورد على موقع الاتحاد الدولي لكرة السلة (الإنجليزية)
- شيريل فورد على موقع الاتحاد الوطني لكرة السلة النسائية (الإنجليزية)
- شيريل فورد على موقع كرة السلة الأوروبية.كوم (الإنجليزية)
- شيريل فورد على موقع كلية كرة السلة في سبورتس رفرنس.كوم (الإنجليزية)
- شيريل فورد على موقع بروبوليرز (الإنجليزية)
- شيريل فورد على موقع سبورتس رفرنس (الإنجليزية)